# Албемарл (Северная Каролина)
Албемарл (англ. Albemarle) — крупнейший город и административный центр (столица) округа Станли в штате Северная Каролина в Соединённых Штатах Америки.
Согласно результатам переписи населения США, проведённой в 2020 году, число жителей города составляло 16432 человека, что, для такого небольшого населённого пункта, существенно больше (+ 3,3%), чем было во время предыдущей переписи прошедшей в 2010 году (15 903 человека).

## История
Этот топоним происходит от английской фамилии «Albemarle». Согласно публикации Геологической службы США от 1905 года, основанной на исследовании профессора истории Университета Северной Каролины в Чапел-Хилл Кемпа Пламмера Бэттла, город был назван в честь округа Альбемарл, первого округа, образованного в Северной Каролине, который, в свою очередь, получил своё имя в честь адмирала Джорджа Монка, первого герцога Альбемарла и одного из первых землевладельцев колонии Каролина, куда входил и город.

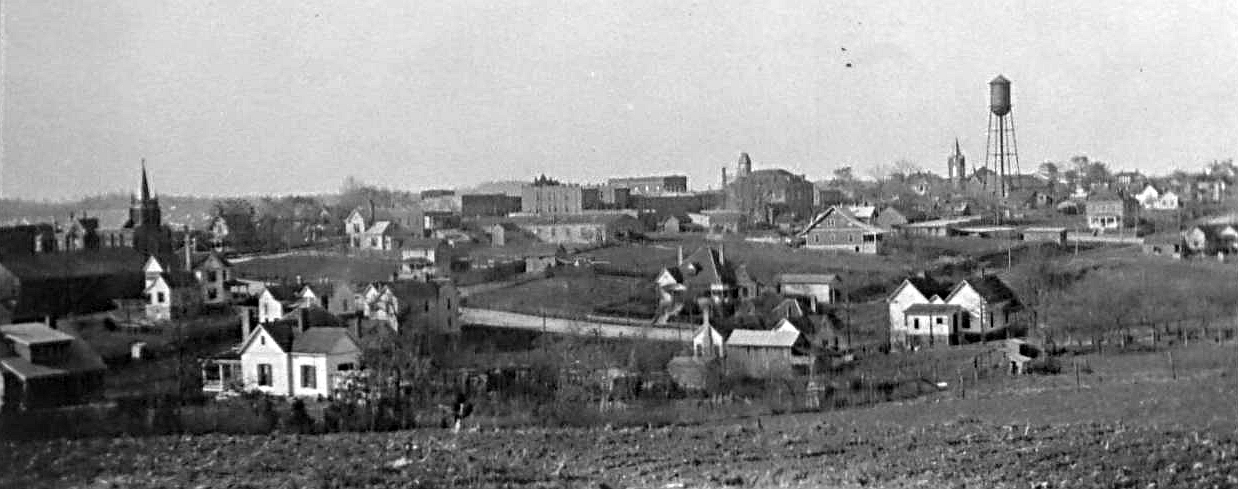
Албемарл в 1915 году

На месте современного Албемарла изначально жили небольшие индейские племена охотников-собирателей и строителей курганов, чьи артефакты порой имеют возраст около 10 тысяч лет. 
Массовое заселение региона европейцами произошло в середине XVIII века двумя основными волнами: иммигранты голландского, шотландско-ирландского и немецкого происхождения из Пенсильвании и Нью-Джерси, стремившиеся к большей религиозной и политической терпимости, и иммигранты английского происхождения из Вирджинии и бассейна реки Кейп-Фир в восточной части Северной Каролины.
В ранние колониальные времена Англии территория Албемарла входила в состав округа Нью-Ханновер, на базе которого в 1734 году был образован округ Блейден. Переименованный округ Блейден был разделён в 1750 году, образовав округ Ансон, который, в свою очередь, дал начало округу Монтгомери в 1779 году.

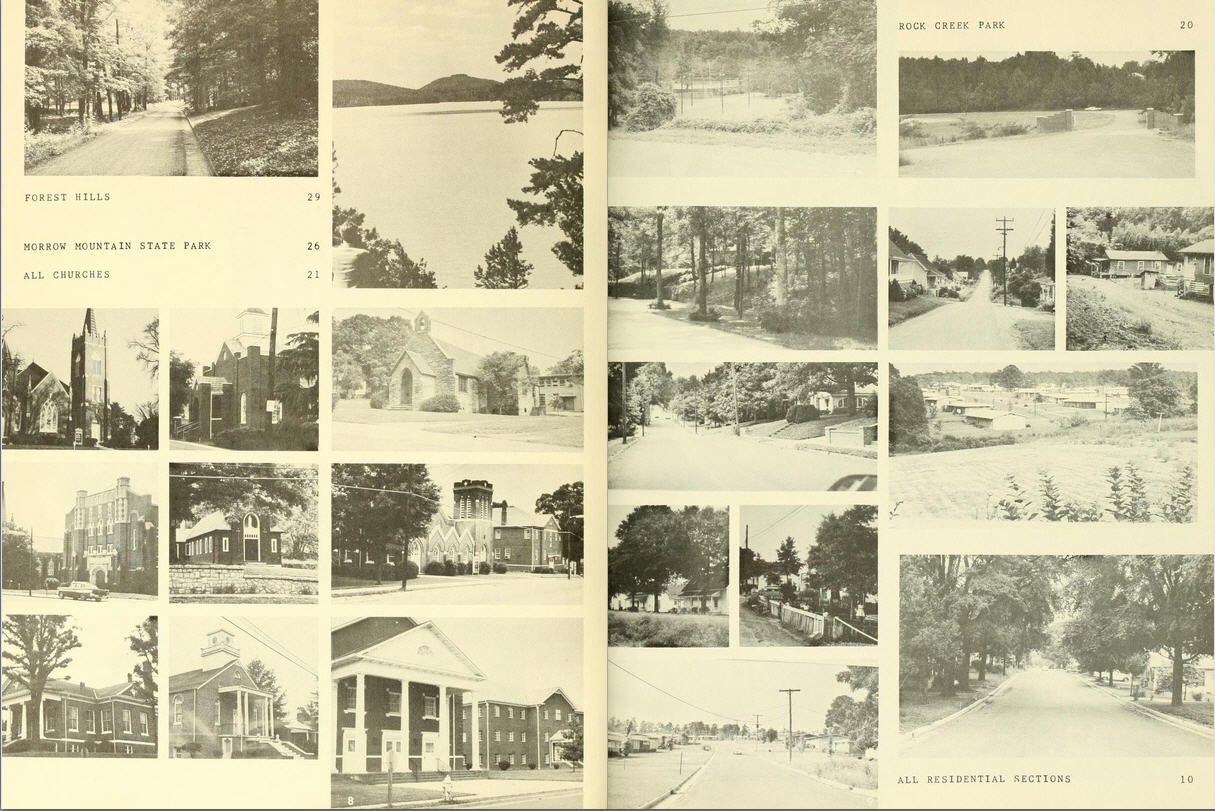
Албемарл в 1966 году

Первое отделение Почтовой службы США было открыто в 1826 году; тогда оно называлось «Магазин Смита», поскольку в нем и располагалось. Регион стал важным центром региональной торговли и оставался частью округа Монтгомери до 1841 года, когда после многих лет разговоров о разделении жители наконец подали успешную петицию в Генеральную ассамблею Северной Каролины о создании округа Станли в качестве независимого образования. 
Вскоре после образования нового округа Совету уполномоченных было поручено учредить постоянный административный центр округа в пределах восьми миль (13 км) от дома Эбена Хирна (первого шерифа округа) и разработать план нового города, в котором должно было быть возведено здание окружного суда. Наследники Неемии Хирна пожертвовали 51 акр (210 000 м²) земли со своей плантации недалеко от пересечения Олд-Тернпайк и Олд-Стейдж-Роуд для строительства нового административного центра округа. Окружные уполномоченные установили границы города, разметили улицы, провели обследование и разметили участки земли на пожертвованной Хирном земле. Первая продажа земельного участка пошла на финансирование общественных зданий нового города и выплату части заработной платы выборным должностным лицам. Здание суда было построено в 1842 году и использовалось в течение 50 лет. 

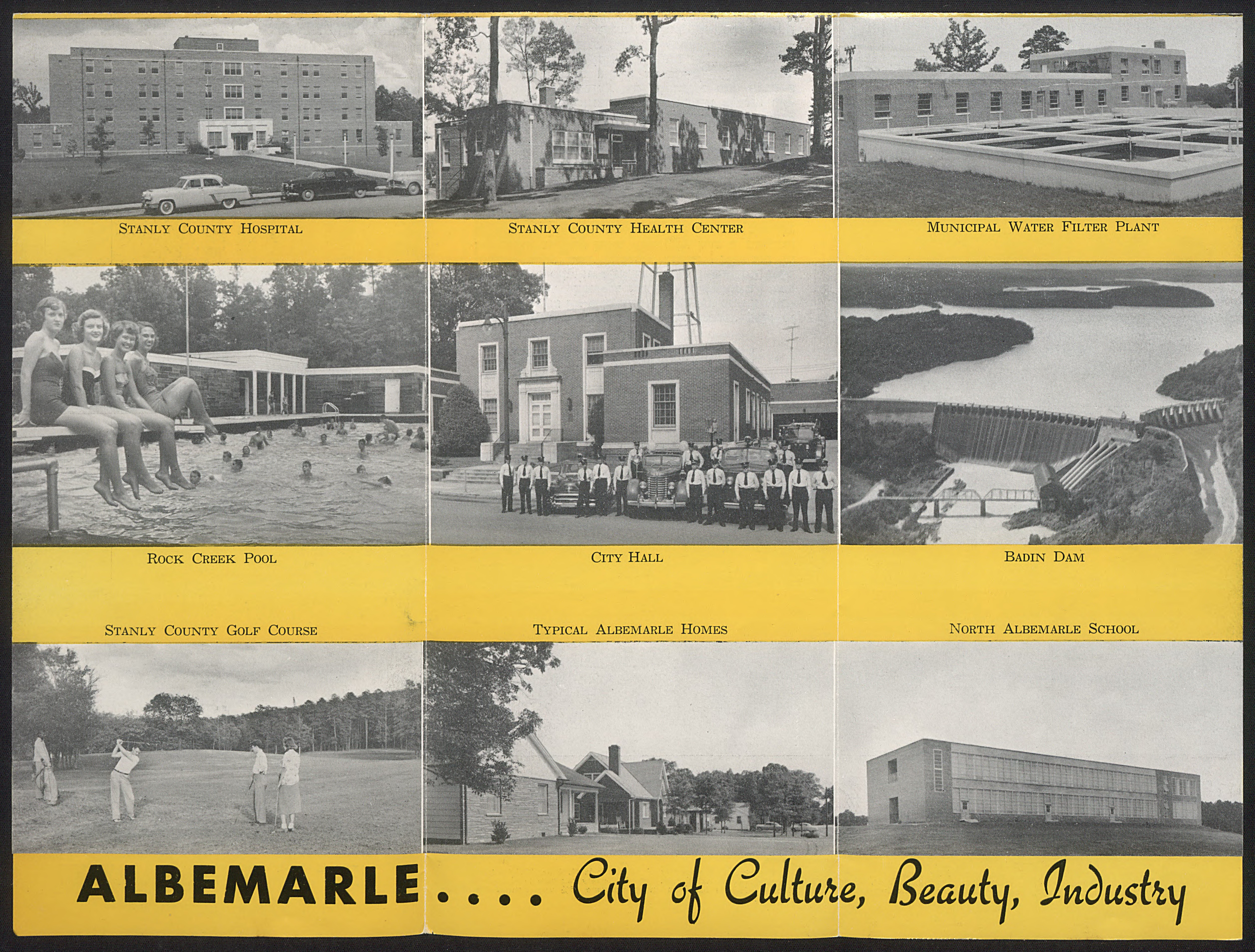
Албемарл в 1960-е

В 1857 году поселение было инкорпорировано и включено в реестр штата, благодаря чему некорпоративное сообщество Албемарл официально получило статус города («Сity of» / «Town of»).
Сначала экономический рост в этом регионе был обусловлен развитием сельского хозяйства (основной культурой которого был хлопок), региональной торговлей и кратковременной золотой лихорадкой в близлежащих горах Уварри, которые впоследствии были вытеснены текстильным производством. Компания Efird Manufacturing Co (позднее American и Efird Mills) открыла свою первую фабрику в Албемарле в 1896 году, а вскоре за ней последовали Wiscasset Mill Company, Cannon Mill Company, Lillian Knitting Mill и другие. В 1899 году компания Wiscassett Mills основала Cabarrus Bank and Trust, первый банк в Албемарле. 
В 1891 году в Албемарл пришла железная дорога, что еще более подхлестнуло развитие местной экономики.

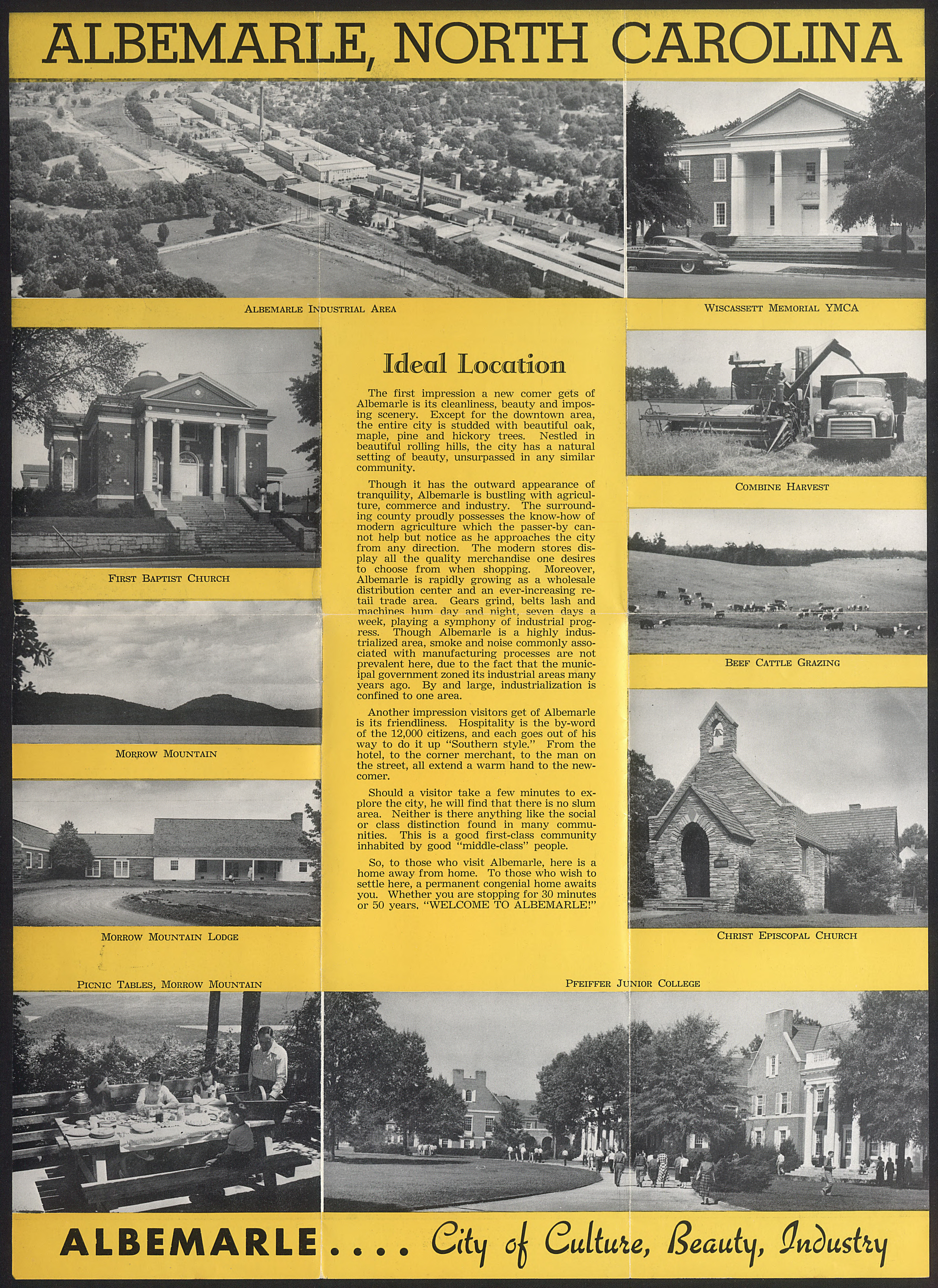
Рекламный буклет

К 1910 году в Албемарле уже реализовывался план электроснабжения города.
Исторический центр города и множество отдельных архитектурных объектов города были занесены в Национальный реестр исторических мест США, что привлекает множество туристов и существенно способствует наполнению городского бюджета.
С момента основания и до настоящего времени население города почти всё время росло, за исключением двух спадов (в 1970-е — минус 9,3% и в 1990-е — минус 1,1%). В третьем тысячелетии население Албемарла растет со средней скоростью чуть более двух процентов за десятилетие.

## География
Город находится недалеко от географического центра округа Станли на высоте около 152 метров над уровнем моря. Рельеф Албемарла и его окрестностей характеризуется размытыми холмами, лиственными лесами и быстрыми, узкими и мелкими ручьями, питающими бассейны рек Ядкин и Пи-Ди. Литл-Лонг-Крик и Таун-Крик – основные несезонные ручьи, протекающие через Албемарл; оба текут в основном на юг, в суббассейн рек Лонг-Крик и Беар-Крик.
В соответствии с данными указанными на сайте центрального статистического органа страны — Бюро переписи населения США, общая площадь Альбемарла составляет 15,8 квадратных мили (41 км²), из которых 15,7 квадратных мили (41 км²) приходится на сушу и 0,1 квадратных мили (0,26 км² или 0,44%) – на водную поверхность.

## Климат
Согласно данным представленным Национальной метеорологической службой США в городе Албемарле влажный субтропический климат с прохладной или мягкой зимой и жарким влажным летом, который по системе классификации климатов Кёппена сокращённо обозначается на климатических картах аббревиатурой «Cfa».